# Arasluokta

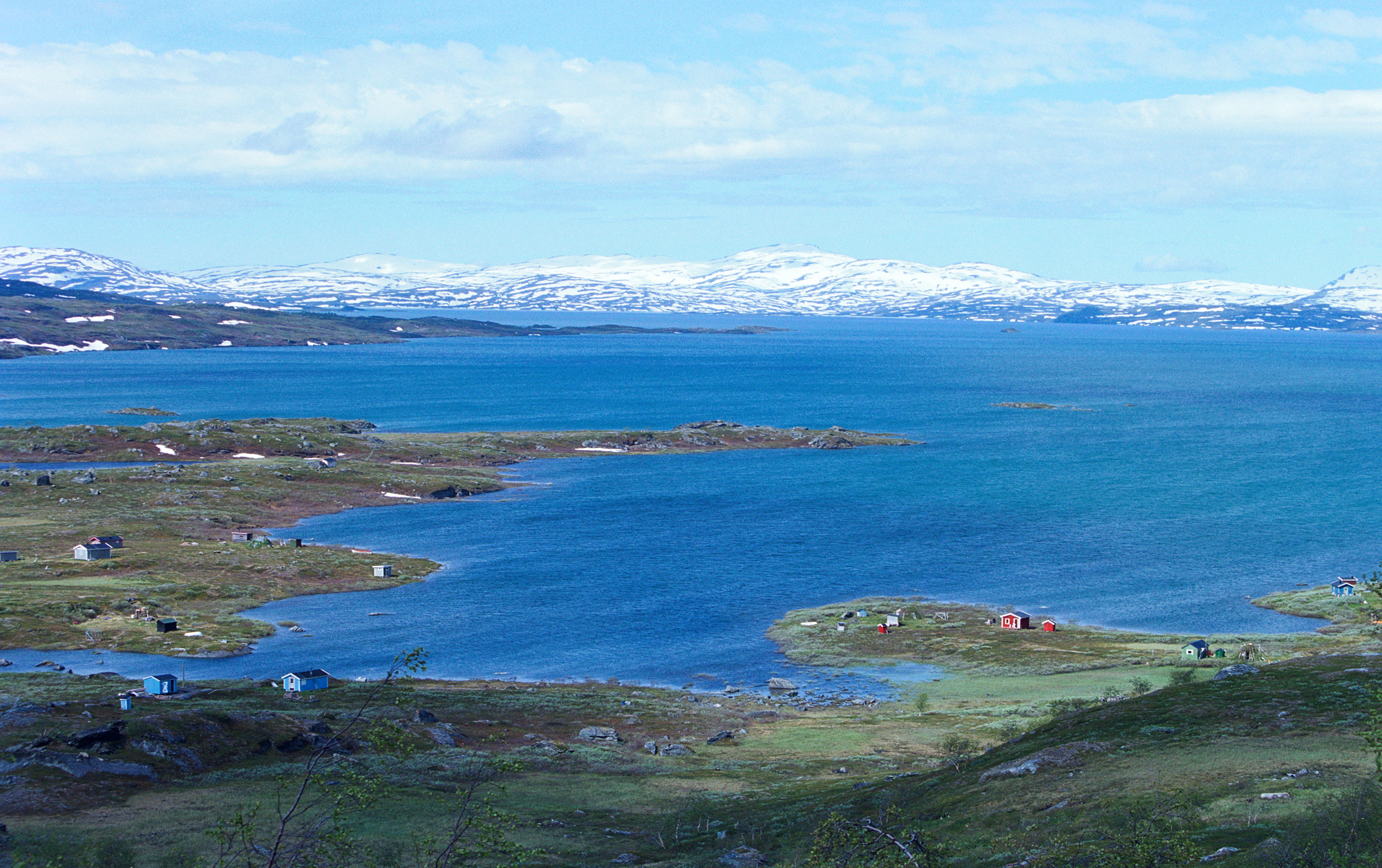
Árasluokta sommarviste - vy från Padjelantaleden.

Arasluokta (lulesamiska: Árasluokta) är ett fjällviste i Jokkmokks kommun, Norrbottens län.
Vistet är beläget vid utloppet av Árasjåkkå i den nordöstra viken av Virihávrre. Fjällvistet tillhör samebyn Jåhkågasska tjiellde. Från vistet är det tio kilometer till Stáloluokta och tolv kilometer till Låddejåkk. I vistet finns de så kallade Arasluoktastugorna och Arasluokta kapell.